# Botanischer Alpengarten Viote

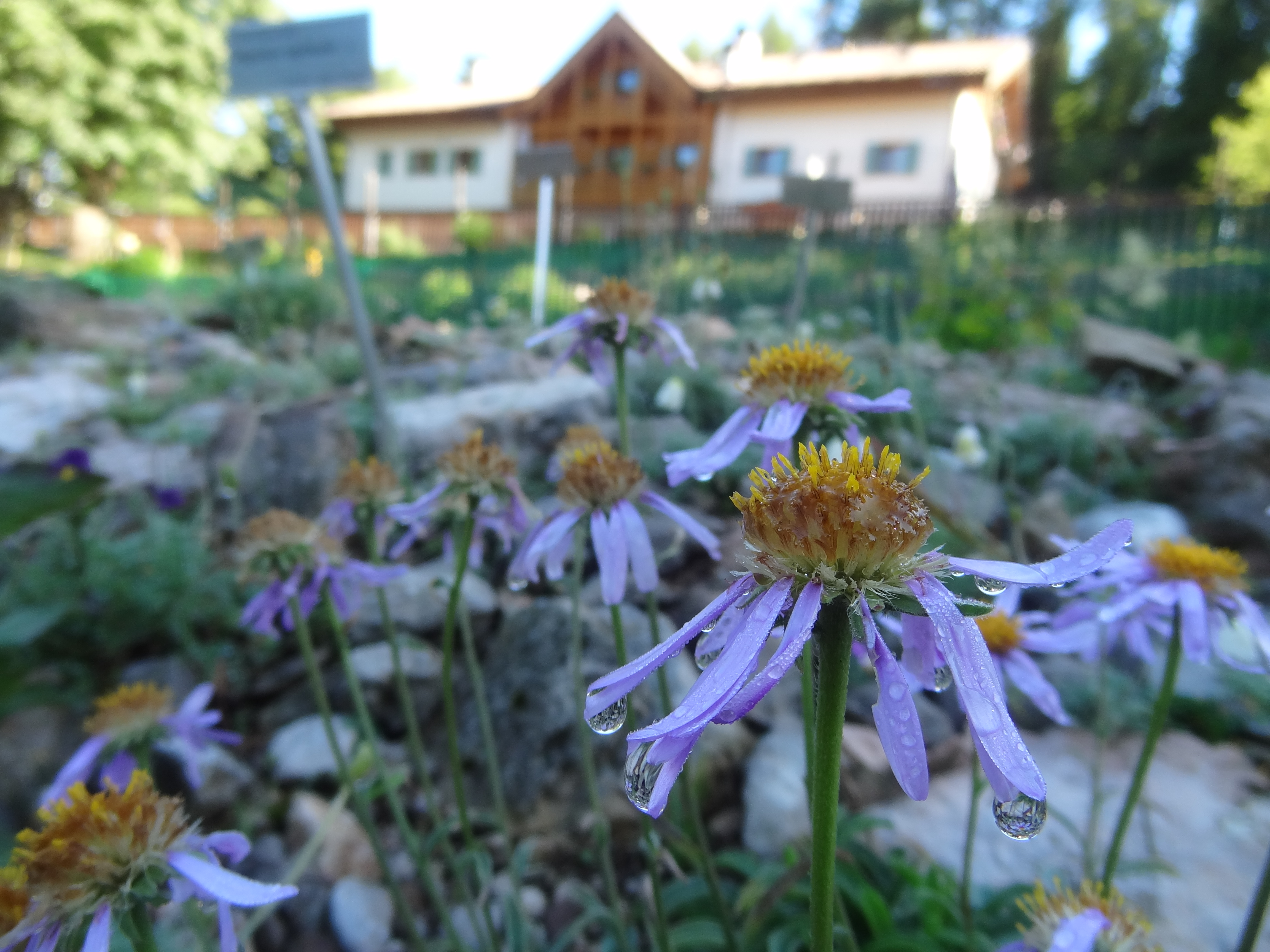
Der Botanische Alpengarten Viote, vom Rifugio Viote aus gesehen

Der Botanische Alpengarten Viote (italienisch Giardino botanico alpino Viote) ist einer der ältesten und größten botanischen Gärten der Alpen. Er wurde in den 1930er-Jahren im Viote-Talkessel südwestlich von Trient gegründet, zum einen wegen der vielfältigen Flora der Wiesen und des Torfmoors, repräsentativ für Ökosysteme aus dieser Höhenlage, zum anderen wegen des relativ milden Klimas, trotz der Höhenlage von 1540 Metern. Die Fläche umfasst 10 ha mit etwa 2000 Pflanzenarten, wovon viele vom Aussterben bedroht sind und deren Erhalt deshalb besonders wichtig ist.
Der älteste Teil ist ein großes Alpinum, der den verschiedenen Gebirgsmassiven gewidmet ist; dabei werden die besonderen Lebensbedingungen nachgebildet, an die sich die Pflanzen aus diesen Höhenlagen angepasst haben. Neben diesem Überblick über die Lebensbedingungen in felsiger Umgebung gibt es auch besondere Bereiche über aquatische Umgebungen, Heilkräuter und Pflanzgärten. Der Botanische Alpengarten Viote gehört zum Trienter naturwissenschaftlichen Museum (Museo delle Scienze).

## Aufbau
Die etwa 2000 Arten des Gartens werden unter möglichst naturgetreuen Bedingungen ihrer jeweiligen typischen Umgebung kultiviert. Sie sind nach dem phytogeografischen Kriterium angeordnet, also nach dem ursprünglichen Gebirgsmassiv: Pyrenäen, Alpen, Apennin, Balkan, Himalaya, Kaukasus und Rocky Mountains.
In anderen Bereichen geht es um Pflanzen aus Arzneibüchern, Züchtungen für Acker- sowie Gartenbau, specie tintorie, endemische Arten der Alpen und vom Aussterben bedrohte Pflanzen.
In einem See wird das Ökosystem für Wasser- und Feuchtpflanzen gezeigt, mit einem Sichtfenster für die Besucher. Der Grund des Sees ist bedeckt von Fischkraut (Groenlandia densa). An den Ufern wachsen Schwertlilien, Breitblättriger Rohrkolben (Typha latifolia), Laichkräuter und Schachtelhalme. Außerdem gibt es im See kleine Fische, beispielsweise die Elritze (Phoxinus phoxinus).
Pionieri ed alpinisti del mondo vegetale gibt einen Überblick über die Anpassung der Pflanzenarten größerer Höhenlagen.
Eine Auswahl der Arten:

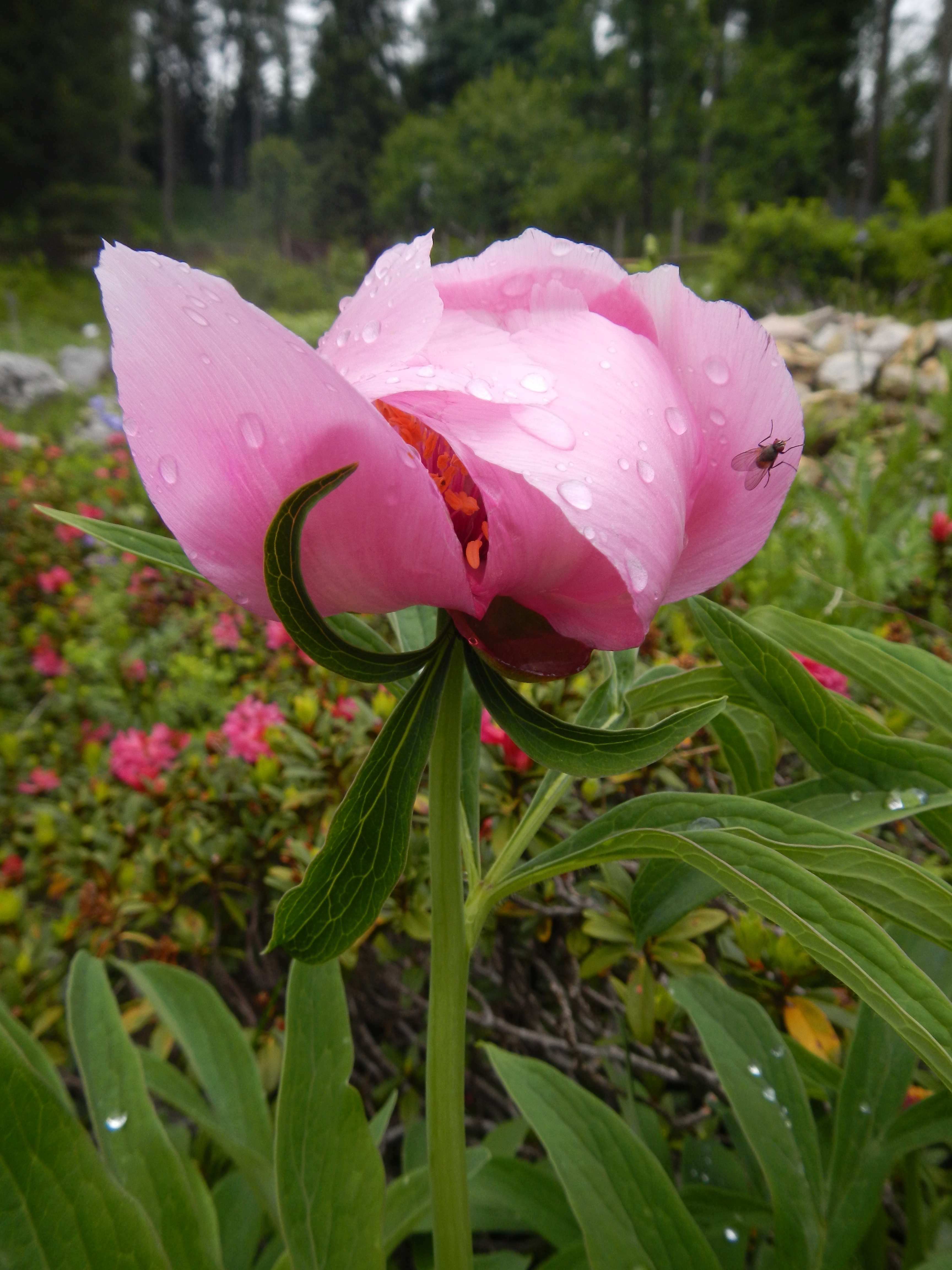
Gemeine Pfingstrose (Paeonia officinalis Thunb.): Sie ist vom Mittelmeerraum bis Westasien und in Teilen der Alpen verbreitet.
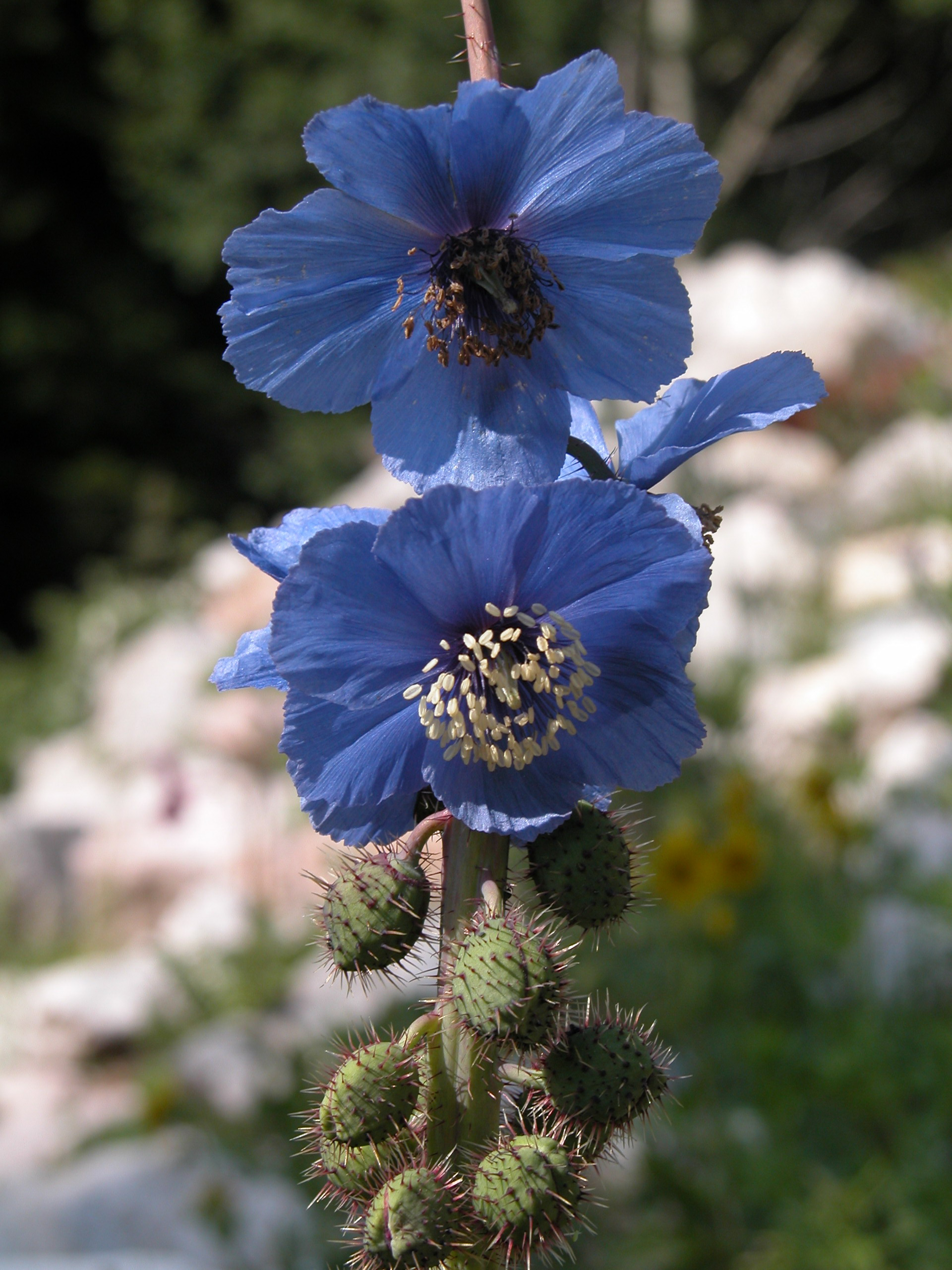
Stachliger Scheinmohn (Meconopsis horridula Hook. f. & Thomson): Sie ist im Himalaya verbreitet.
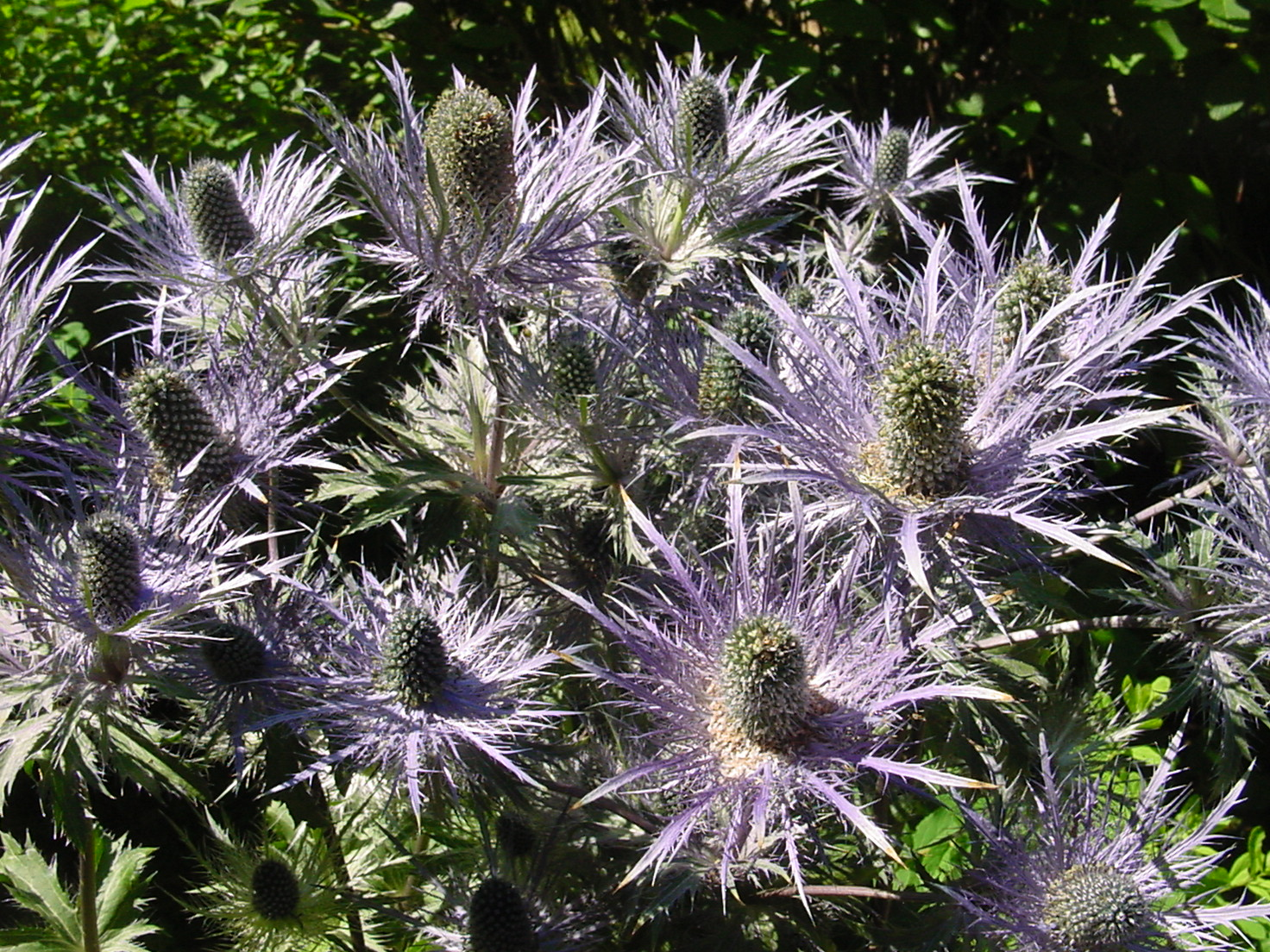
Alpen-Mannstreu (Eryngium alpinum L.): Sie kommt hauptsächlich in den Westalpen, im Jura (Gebirge) und im Dinarischen Gebirge vor.
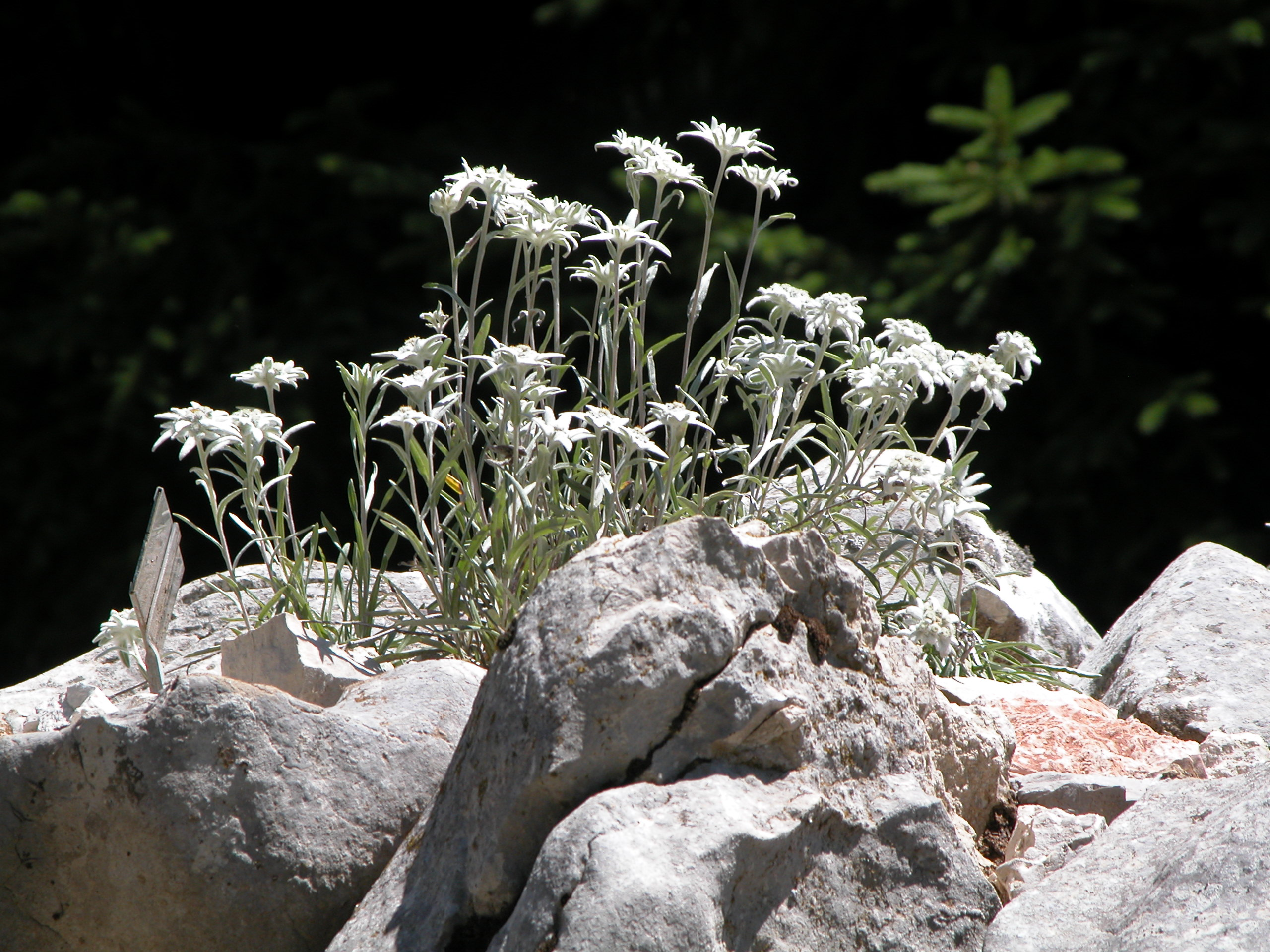
Alpen-Edelweiß (Leontopodium alpinum Cass.)
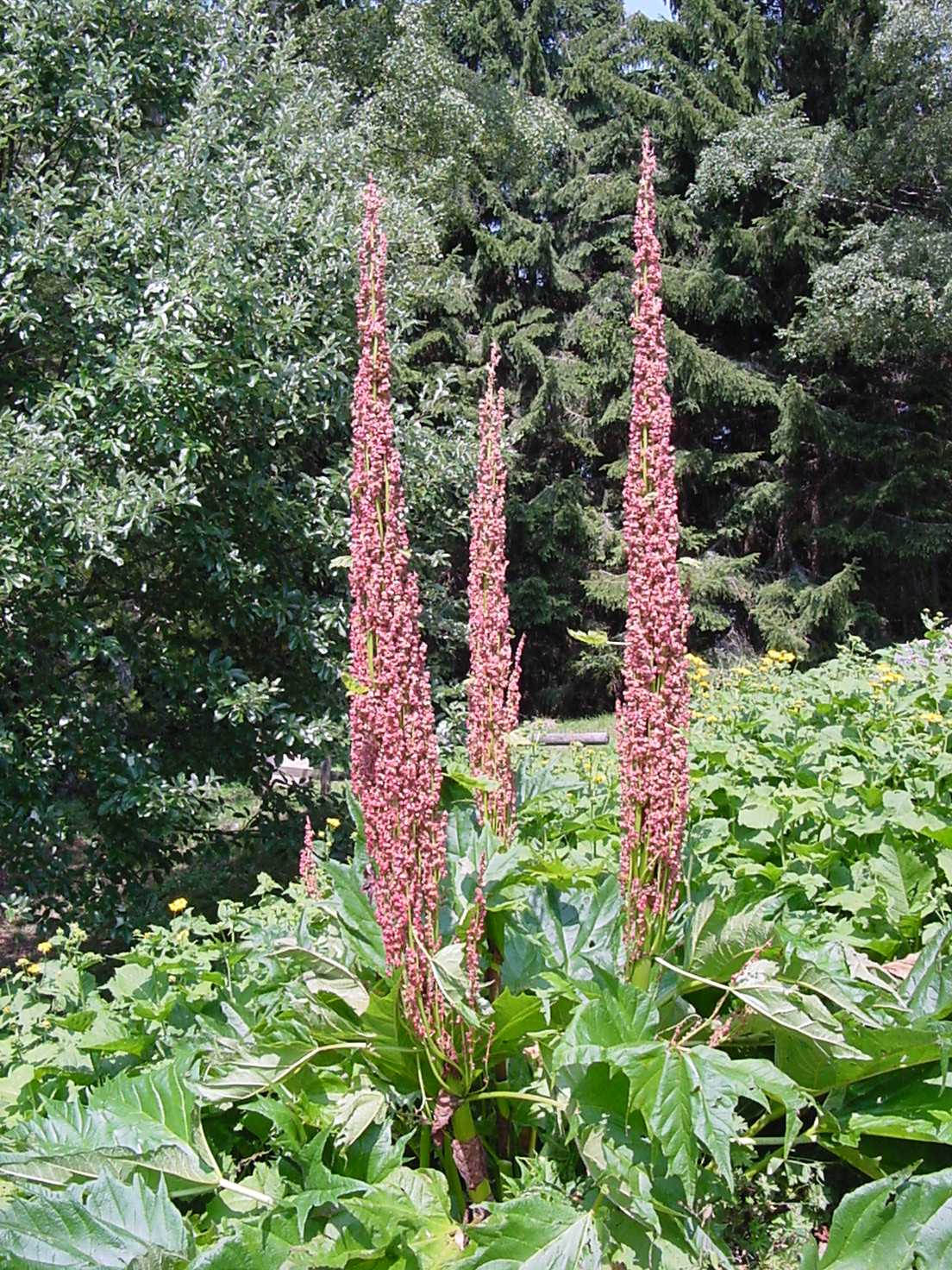
Rheum palmatum L.
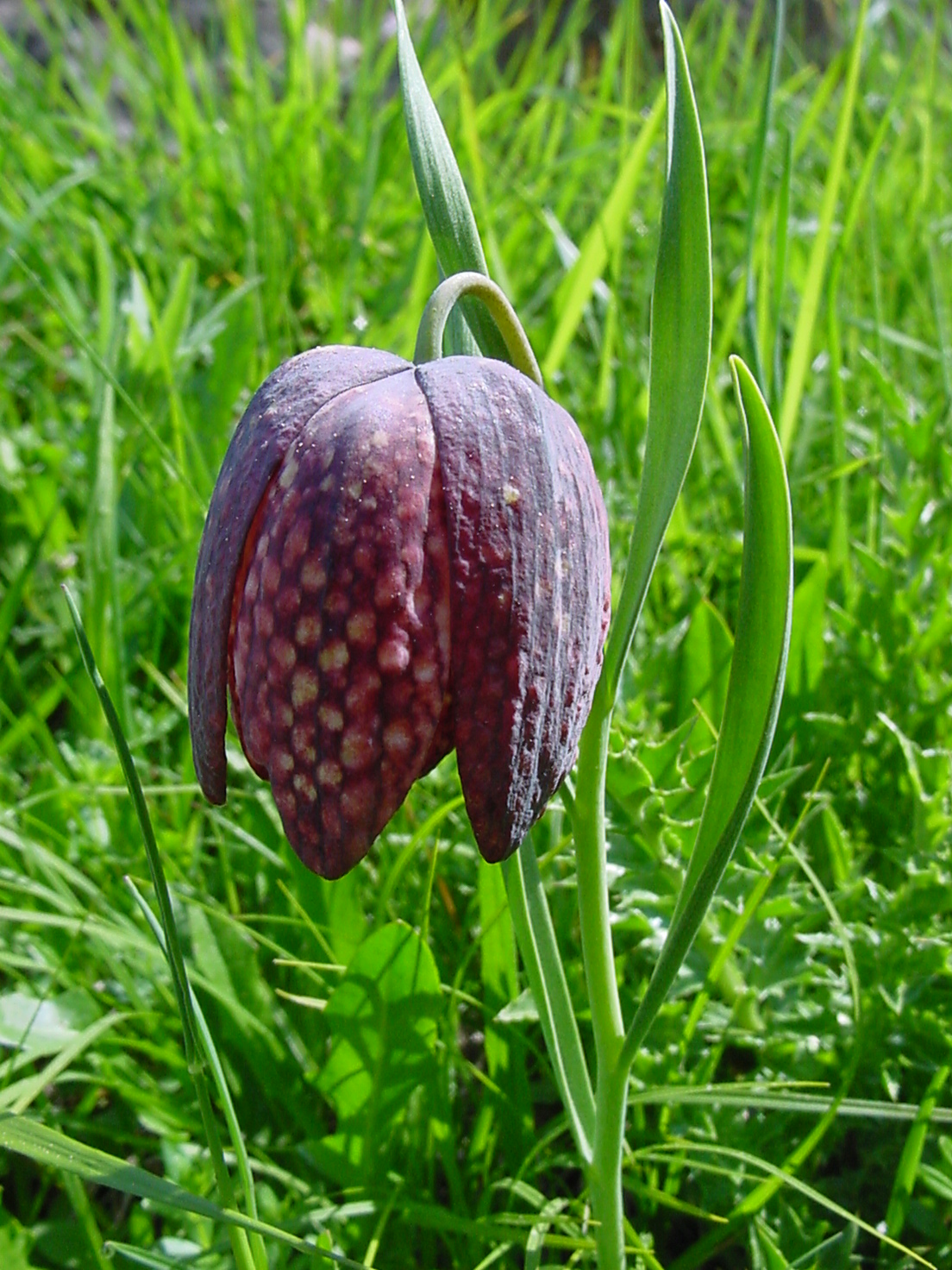
Fritillaria tubiformis Gren. & Godr.: Sie kommt nur in südwestlichen sowie südlichen Alpen vor.
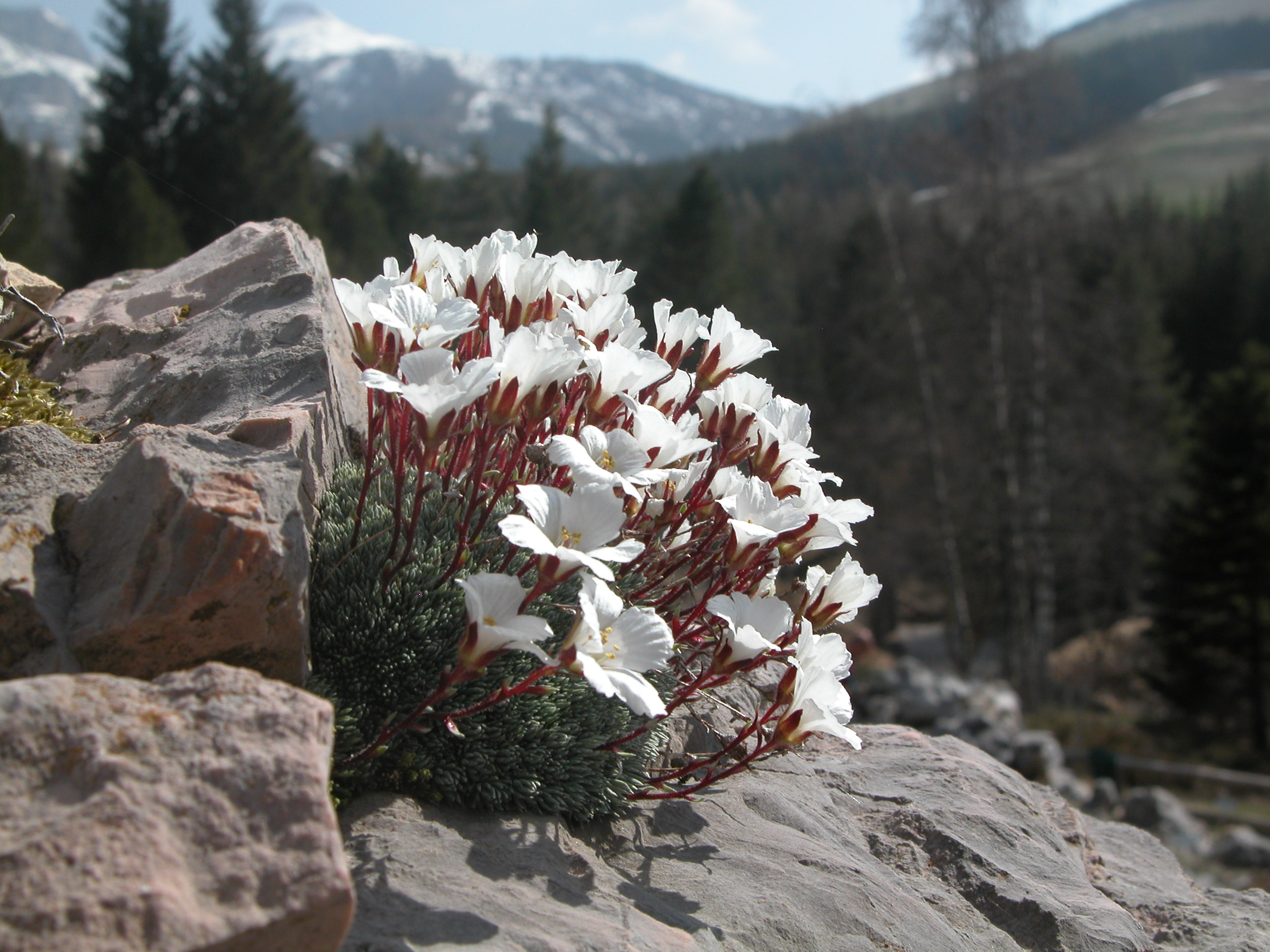
Bursers Steinbrech (Saxifraga burseriana L.): Sie kommt in den Kalkalpen vor.

## Zugang
Der Garten ist von Juni bis September und nach Voranmeldung das ganze Jahr über für Gruppen zugänglich. Der Alpingarten hat sich verschiedenen Ziele gesetzt:
- die Pflanzen wissenschaftlich zu bestimmen;
- vom Aussterben bedrohte Pflanzenarten zu bewahren und deren Samen in die Trentino seed bank einzupflegen;[3]
- Forschung über Alpinpflanzen zu fördern;
- Artenvielfalt und Schutz der alpinen Umwelt durch weiterbildende Aktivitäten bei einem größeren Publikum zu verbreiten.

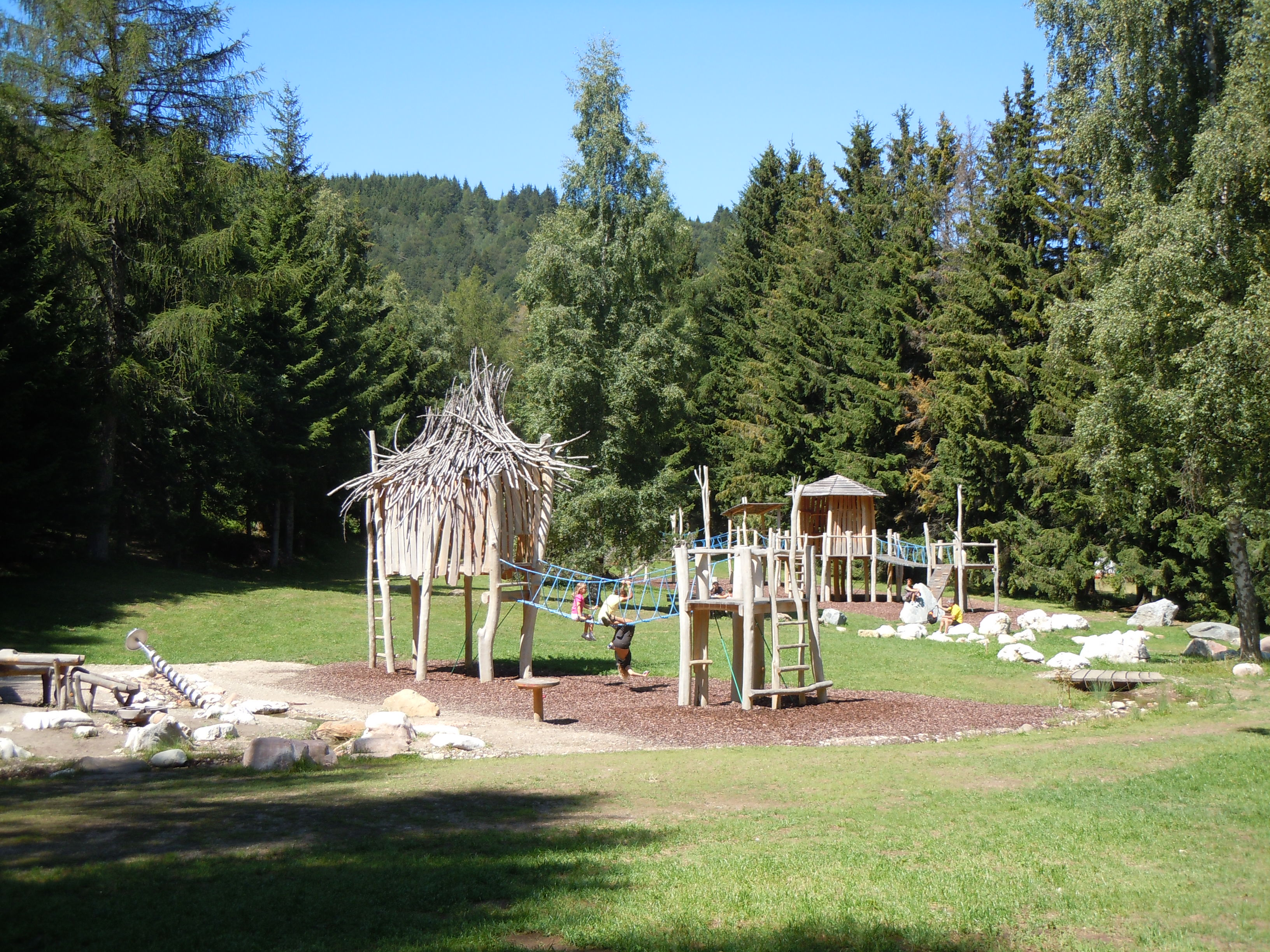
Spielplatz

## Heilpflanzen

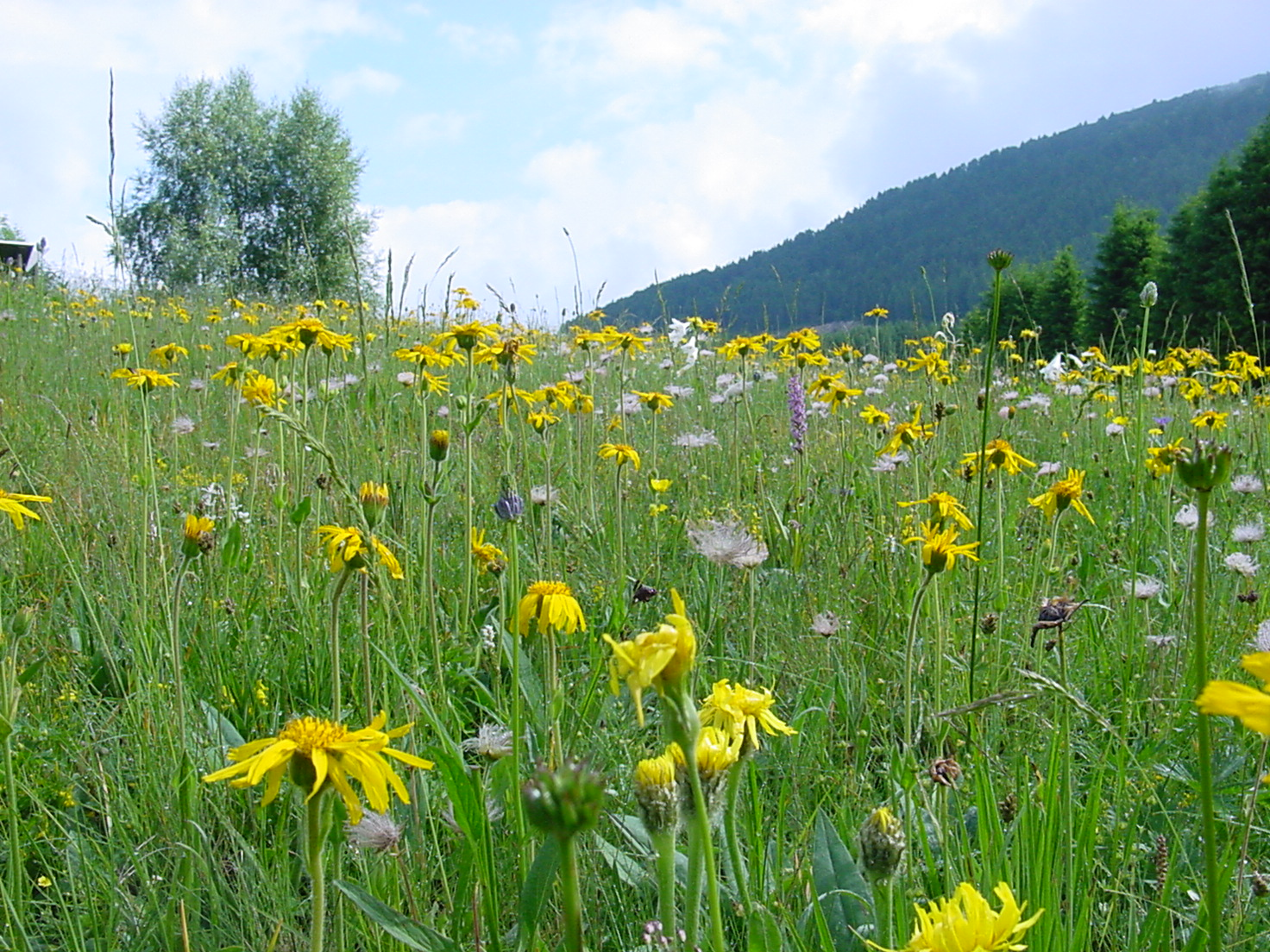
Wiese

In den Wiesen des Monte Bondone finden sich Bestandteile der Heilpflanzenmischung, die für die Phytobalneotherapie vorgesehen ist. Das Heu wird direkt frisch nach dem Mähen auf Höhen von 1200 und 1500 m auf den vielen Wiesen des Viote-Talkessels gesammelt. Wichtige Heilpflanzen dabei sind: Arnika, Enzian, Löwenzahn, Johanniskraut und Kuhschellen.

## Belege
1. ↑  Il Muse sul territorio. MUSE, abgerufen am 5. August 2017 (italienisch).
2. ↑  Profumi di fiori e poesia di stelle. In: Trentino. 16. Juni 2016, abgerufen am 5. August 2017 (italienisch).
3. ↑  Trentino Seed Bank. Il progetto. MUSE, abgerufen am 5. August 2017 (italienisch).

Koordinaten: 46° 1′ 17,2″ N, 11° 2′ 19,2″ O